# Akoimeten
Die Akoimeten (Schlaflosen) waren eine byzantinische Mönchskongregation, die um 425 bei Konstantinopel ein Kloster gegründet hatten. Die „nichtruhenden“ Mönche sangen, in immer aufeinander folgenden Gruppen, ununterbrochen das Chorgebet. Innerhalb von 24 Stunden, in denen sie unaufhörlich Gottesdienst hielten, sangen sie 490-mal das „Gloria in excelsis“.

## Geschichte

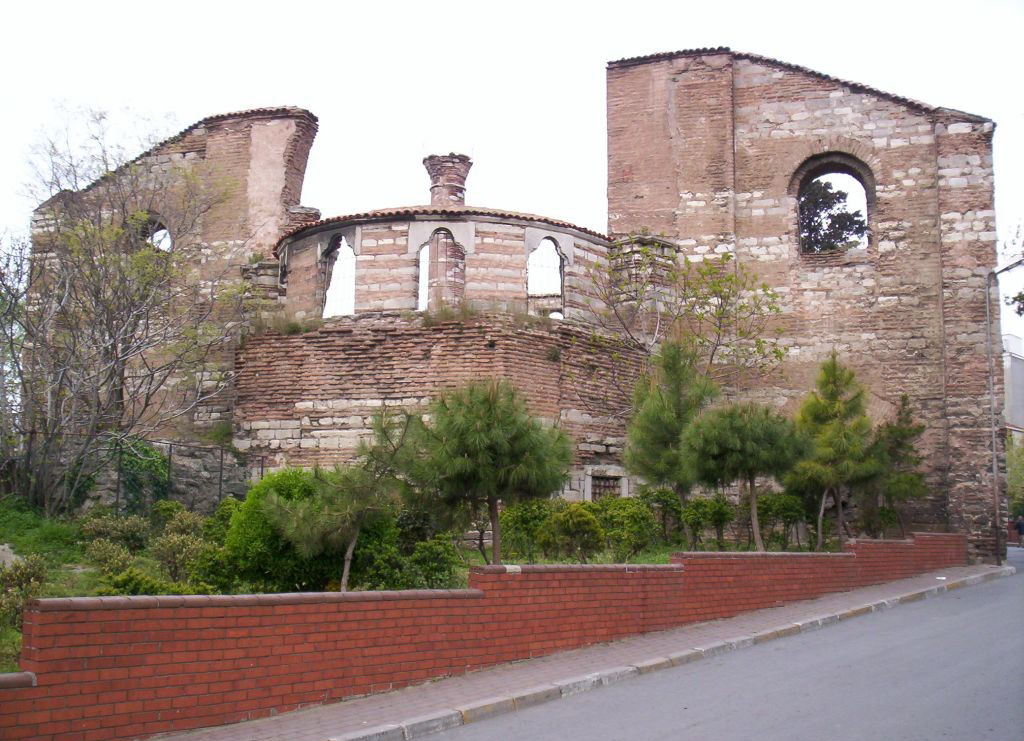
Heutige Fassade des Studionklosters

Herkunft und Ursprung war das Ideal asketischer Heimatlosigkeit, wie es um die Zeiten zwischen 420 und 460 angestrebt wurde. Die Mönche folgten konsequent dem Wort des Evangeliums nach Matthäus, hier heißt es: 

„Jesus antwortete ihnen: Die Füchse haben ihre Höhlen und die Vögel ihre Nester; Der Menschensohn aber hat keinen Ort, wo er sein Haupt hinlegen kann.“

Im Einzugsbereich Konstantinopels hatten sich mehrere Mönchsklöster etabliert. Die Akoimeten fanden ihre Heimat 425 in einem eigenen Kloster und bildeten eine Zelle kirchenpolitischer und religiöser Unruhen. Es entstanden ein Zentrum für byzantinische Theologie und Impulse zum Bau weiterer Klöster.
Gegründet wurde der Kern der Akoimete um 425 vom charismatischen Mönch Alexander (ca. 350 – um 430), er errichtete mit seinen Anhängern das erste Kloster für 300 Mönche. Alexander predigte die wörtliche Bibelauslegung und verwies auf das Evangelium nach Lukas, der im Kapitel 18 geschrieben hatte: „Jesus sagte ihnen, durch ein Gleichnis, dass sie allzeit beten und darin nicht nachlassen sollten.“(18,1 ). Aus dieser Überzeugung entstand das Konzept des pausenlosen Gebets und Gesangs. Bei diesem 24-stündigem Gottesdienst wechselten sich die Chöre der drei Nationen Syrer, Griechen und Lateiner ab.
Als dritter Abt folgte um 448 der Mönch Marcellus von Apamea, der das Hauptkloster näher an die Hauptstadt verlegte. Zu dieser Zeit zählten die Akoimeten zu den strengsten und geistig aktivsten Mönchsgemeinschaften in und um Konstantinopel. Die Person des Marcellus, das hohe Ansehen der Mönche sowie deren spiritueller und intellektueller Anspruch führten zu einem verstärkten Zulauf. In der Folge wurden mehrere Klosterfilialen gegründet.
Im Jahre 454 hatte der Konstantinopler Adelige Studios mit dem Bau des bekannten Studionklosters begonnen, als Bewohner lud er Mönche der Akoimeten ein. Gleichzeitig waren auch andere Mönche dort ansässig und so wuchsen um 457 die verschiedenen Mönchsorden zusammen, unter denen auch Studiten waren.
In der Folgezeit bis hin zum 6. Jahrhundert verloren die Akoimeten an Bedeutung, ihre 24-stündigen Gottesdienste fanden später noch andere Nachahmer.